# L'ull de la ment
"L'ull de la ment" (títol original en anglès "The Mind's Eye") és el 24è episodi de la quarta temporada de la sèrie de televisió de ciència-ficció estatunidenca Star Trek: La nova generació, i el 98è de tota la sèrie. Es va emetre originalment en redifusió als Estats Units el 27 de maig de 1991.   David Livingston va debutar com a director al capdavant d'aquest episodi.
Ambientada al segle XXIV, la sèrie segueix les aventures de la tripulació de la nau de la Flota Estel·lar de la Federació Enterprise-D sota el comandament del capità Jean-Luc Picard. En aquest episodi,  Geordi La Forge surt de vacances a Risa, però la seva llançadora és detinguda pels romulans, que esperen utilitzar-lo en un complot per obrir una esquerda entre la Federació i els seus aliats klíngons. La Forge torna a l' "Enterprise" sense recordar la trobada, ni el fet que ha estat exposat a dies de tècniques de control mental que l'han convertit en l'assassí perfecte.
Aquest episodi està inspirat en la pel·lícula de 1962 El missatger de la por, amb Levar Burton (Geordi) en el paper de Laurence Harvey, els romulans en el paper interpretat per Khigh Dhiegh (més conegut com el malvat Wo Fat a Hawaii Five-O), i un klíngon en el paper d'Angela Lansbury. El director David Livingston era un admirador de la pel·lícula i havia esperat incloure un membre del repartiment de la pel·lícula com a extra, però no va poder fer-ho. En canvi, Livingston va introduir una escena d'homenatge a l'escena on un La Forge rentat de cervell mata una versió holocoberta d'O'Brien.

## Argument
L'enginyer en cap Geordi La Forge de la nau estel·lar Enterprise, de camí al planeta Risa per un permís a terra en una llançadora, és capturat pels romulans. Mentre un impostor que s'assembla a La Forge és enviat a Risa, els romulans lliguen La Forge a una cadira subjectant-li el cap i els braços amb un dispositiu de pulsació visual per connectar-se amb l'escorça visual de La Forge a través dels sensors del seu visor, donant-los una forma limitada de control mental sobre ell. Després de diversos dies, la ment de La Forge s'esborra de la seva captura, però li donen records d'haver anat a Risa, i el tornen a posar a bord de la seva llançadora per tornar a l'«Enterprise». Arriba mentre la tripulació de l'"Enterprise" treballa amb l'ambaixador klíngon Kell per fer front als rebels que ataquen la colònia perifèrica de Krios. El governador de la colònia, Vagh, afirma que la rebel·lió està sent ajudada per la Federació, per la qual cosa cal la presència de la Federació per resoldre-la.
A la colònia, Vagh mostra al capità Picard i a Kell diverses armes de la Federació i subministraments mèdics presos als rebels. Picard ordena a la seva tripulació que investigui. El tinent comandant Data descobreix que hi ha una estranya radiació de banda E a prop, però no pot detectar la font. Ell i La Forge també descobreixen que les aparents armes de la Federació van ser replicades utilitzant tecnologia romulana i alimentades per cèl·lules d'energia romulanes. Més tard, sota la direcció dels seus controladors, La Forge, sense saber-ho, transporta una caixa d'armes de la Federació des de l' "Enterprise" a la base rebel, i després esborra els registres. Vagh, supervisant el transport, acusa immediatament l' "Enterprise" del seu engany. Data i La Forge revisen els registres de transport però no troben cap prova del transport, tot i que les armes provenien de l' "Enterprise", i s'adonen que només ells mateixos i dos altres membres de la tripulació podrien haver falsificat els registres d'aquesta manera. De nou, fora del seu control, La Forge entra a les estances de Kell a l' "Enterprise", on es revela que Kell controlava La Forge. Kell ordena a La Forge que assassini Vagh en un lloc públic davant de testimonis de manera que convenci completament la gent de Vagh de la implicació de la Federació.
A suggeriment de Kell, Picard convida Vagh a pujar a bord de l' "Enterprise" per presenciar els registres de transport de primera mà. Mentre Picard porta Vagh per la nau, Data s'assabenta que la radiació de banda E prové de bord de l' "Enterprise" i que La Forge mai va arribar a Risa. Ordena al cap de Seguretat Worf que detingui La Forge immediatament. L'intent d'assassinat és bloquejat i Data arriba per explicar la situació, dient que l'abast de transmissió limitat significa que el dispositiu que controla La Forge ha d'estar en possessió de Picard o de Kell. Kell es nega a sotmetre's a una cerca, però Vagh s'ofereix a portar-lo a la colònia per fer-ho allà. Tement les conseqüències de ser investigat per la seva pròpia gent, Kell sol·licita ràpidament asil a bord de l' "Enterprise", cosa que Picard diu que consideraran després que el seu nom sigui netejat de qualsevol delicte per part dels klíngons. Kell és endut pels guàrdies de Vagh. La Forge és absolt però lluita per entendre què li va passar.

## Repartiment i doblatge al català
La sèrie va ser doblada al català pels estudis Tramontana (primera part) i Soundtrack (segona part) i emesa a TV3 l’any 1991. Els dobladors de l'episodi foren:
| Personatge      | Actor/actriu    | Veu en català   |
| --------------- | --------------- | --------------- |
| Jean-Luc Picard | Patrick Stewart | Joan Crosas     |
| William Riker   | Jonathan Frakes | Antoni Forteza  |
| Data            | Brent Spinner   | Joaquim Sota    |
| Geordi La Forge | LeVar Burton    | Aleix Estadella |
| Worf            | Michael Dorn    | Enric Arquimbau |
| Beverly Crusher | Gates McFadden  | Aurora Garcia   |
| Deanna Troi     | Marina Sirtis   | Victòria Pagès  |
| Kell            | Larry Dobkin    | Manuel Làzaro   |
| Talbak          | John Fleck      | Eduard Elias    |
| Vagh            | Edward Wiley    | Jaume Mallofré  |
| Miles O'Brien   | Colm Meaney     | Jaume Nadal     |
| Sela            | Denise Crosby   | Teresa Manresa  |

## Producció
El títol original de l'episodi es remunta a una dita d'Horaci a l'obra de teatre Hamlet de William Shakespeare:
| «                                                | És una mota de pols que pot ennuvolar l'ull de la ment | » |
| — William Shakespeare, Hamlet (Acte u, escena u) |                                                        |   |

L'argument de "L'ull de la ment" està molt influenciat per la pel·lícula de 1962 "El missatger de la por", en què un soldat americà és sotmès a un rentat de cervell perquè cometi assassinats polítics en nom dels comunistes. El director David Livingston fins i tot va posar en escena algunes escenes com a homenatge directe a la pel·lícula, com ara el suposat rodatge de Miles O'Brien o el pla gran angular de La Forge caminant per un passadís de l'Enterprise. Livingston també va intentar aconseguir un actor de la pel·lícula per a un paper secundari, però no va tenir èxit..
David Livingston, que anteriorment havia treballat com a productor, va debutar com a director aquí. En els anys següents es va convertir en el director més prolífic de la franquícia Star Trek. El 2005, havia dirigit un total de 62 episodis de les sèries “Star Trek: la nova generació”, Star Trek: Deep Space Nine, Star Trek: Voyager i Star Trek: Enterprise.
Es va utilitzar una pintura matte per representar la capital de Krios, que es va utilitzar per primera vegada a l'episodi 14è de la primera temporada "L'Àngel". Es va reutilitzar de forma lleugerament modificada en diversos altres episodis de Star Trek: La nova generació, Star Trek: Deep Space Nine i Star Trek: Voyager per representar altres ciutats alienígenes.

## Recepció
Keith DeCandido el va qualificar a "tor.com" el 2012 com un molt bon episodi de "Star Trek: La nova generaci´p". Considerava La Forge el candidat ideal per a assassí perquè durant les últimes quatre temporades s'havia convertit en un noi confiat que feia completament creïble que ningú sospités d'ell. DeCandido va trobar l'episodi excel·lentment estructurat. La revelació que Kell com a espia va arribar just en el moment adequat per a ell. També va agrair que La Forge superés aquesta experiència traumàtica amb la consellera Troi al final, però va criticar el fet que mai es tornés a veure en episodis posteriors.
El 2012, Wired va dir que aquest és un dels millors episodis de Star Trek: La Nova Generació.
El 2017, Vulture va classificar aquest episodi com un dels millors de Star Trek: La Nova Generació.

## Mitjans domèstics
Aquest episodi es va publicar amb la caixa del DVD de la quarta temporada de Star Trek: La nova generació, llançada als Estats Units el 3 de setembre de 2002.
La CBS va anunciar el 28 de setembre de 2011, en celebració del vint-i-cinquè aniversari de la sèrie, que  Star Trek: La nova generació seria completament remasteritzada en vídeo d'alta definició a partir dels negatius originals de la pel·lícula de 35 mm. Per a la remasterització, es van reescanejar i reeditar gairebé 25.000 rodets de pel·lícula original, i tots els efectes visuals es van recomposar digitalment a partir de negatius originals de gran format i preses CGI de nova creació. El llançament va anar acompanyat de DTS Master Audio 7.1. El 30 de juliol de 2013, "L'ull de la ment" es va llançar en alta definició de 1080p com a part del conjunt de Blu-ray de la temporada 4 als Estats Units. El conjunt es va llançar el 29 de juliol de 2013 al Regne Unit.